# Aston Martin Valkyrie
L'Aston Martin Valkyrie, connue également sous ses noms de code internes AM-RB 001 (pour Aston Martin Red Bull 001) et Nebula, est une supercar produite par le constructeur automobile britannique Aston Martin à partir de novembre 2021. C'est un coupé deux-portes offrant deux places, dont le design est inspiré des monoplaces de la Formule 1. Le constructeur l'a créée en collaboration avec Red Bull Advanced Technologies.

## Présentation

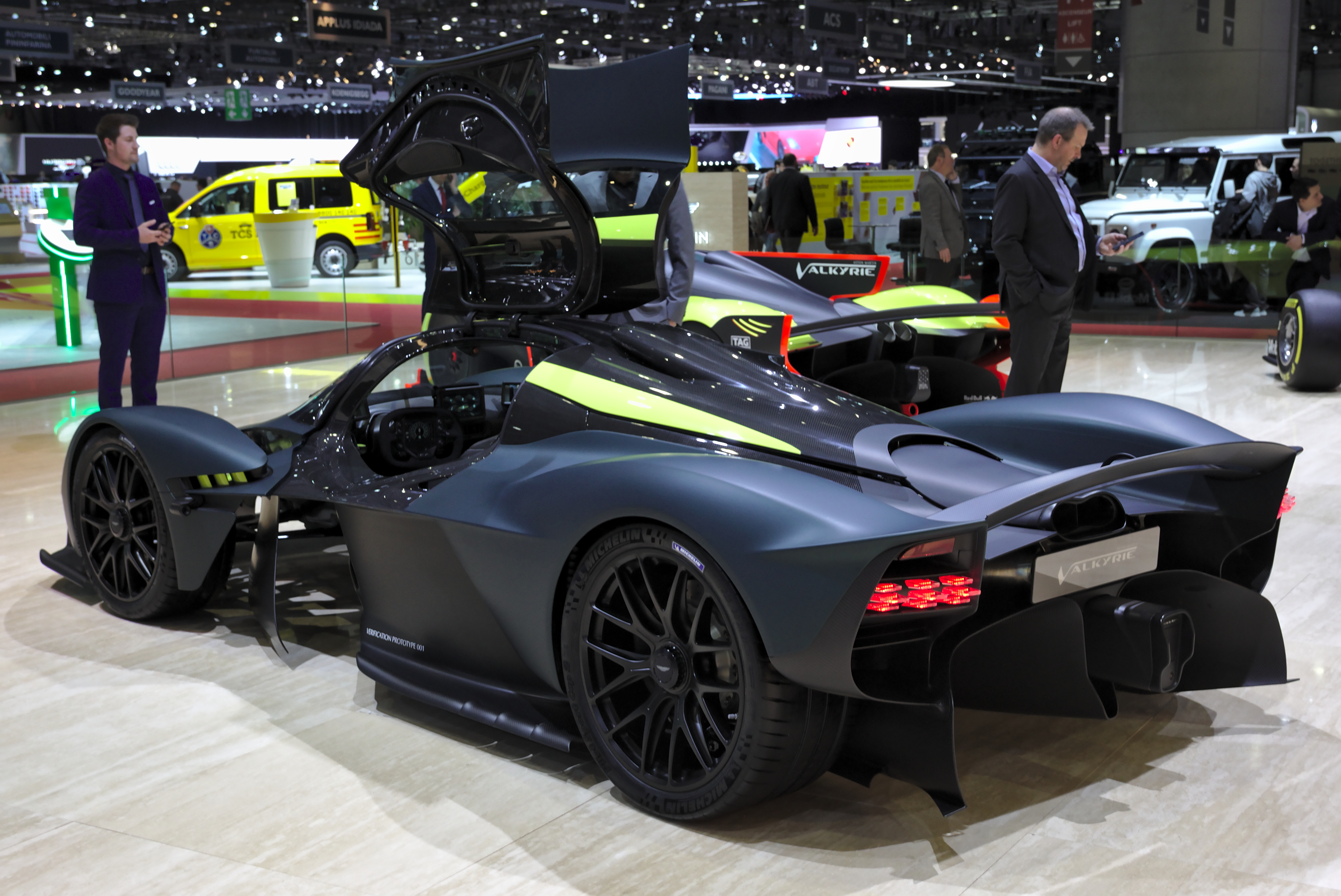
Vue de l'arrière.

La version définitive de la Valkyrie est présentée au salon international de l'automobile de Genève 2019. Aston Martin annonce une production limitée à 150 exemplaires, et 25 exemplaires supplémentaires pour la version AMR Pro réservée à un usage sur circuit.
Le design est le fruit du travail de l'ingénieur britannique Adrian Newey qui était à ce moment là, également le Directeur de la technologie de Red Bull Racing[réf. nécessaire].

### Développement
Le premier prototype roulant (VP1 pour Verification Prototype no 1) est présenté en juillet 2019 sur le circuit de Silverstone à l'occasion du Grand Prix de Grande Bretagne où il fait un tour de démonstration. Le véhicule arbore une livrée aux couleurs de Red Bull qui masque un peu les formes définitives. Puis en février 2020, les VP2 et VP3 sont présentés avec, à leurs volants les deux pilotes titulaires de l'écurie de F1 Red Bull Racing, Max Verstappen et Alexander Albon pour les tests sur circuit.
En mars 2020 la Valkyrie fait ses premiers tours de roues sur la route, toujours du côté de Silverstone pour finaliser sa mise au point.
Le premier modèle de série sort de l'usine d'assemblage en novembre 2021.

### Spider
La version roadster de la Valkyrie, baptisée Valkyrie Spider, est présentée au Concours d'élégance de Pebble Beach en Californie le 15 août 2021.
Les portes du roadster sont en élytre, et non en papillon comme sur le coupé, du fait de l'absence de toit. L'intérieur et les caractéristiques techniques sont inchangés par rapport au coupé.
85 exemplaires de la supercar découvrable seront produits et sont tous vendus à l'heure de la présentation du modèle. Les premières livraisons sont annoncées pour le second trimestre 2022.

## Caractéristiques techniques

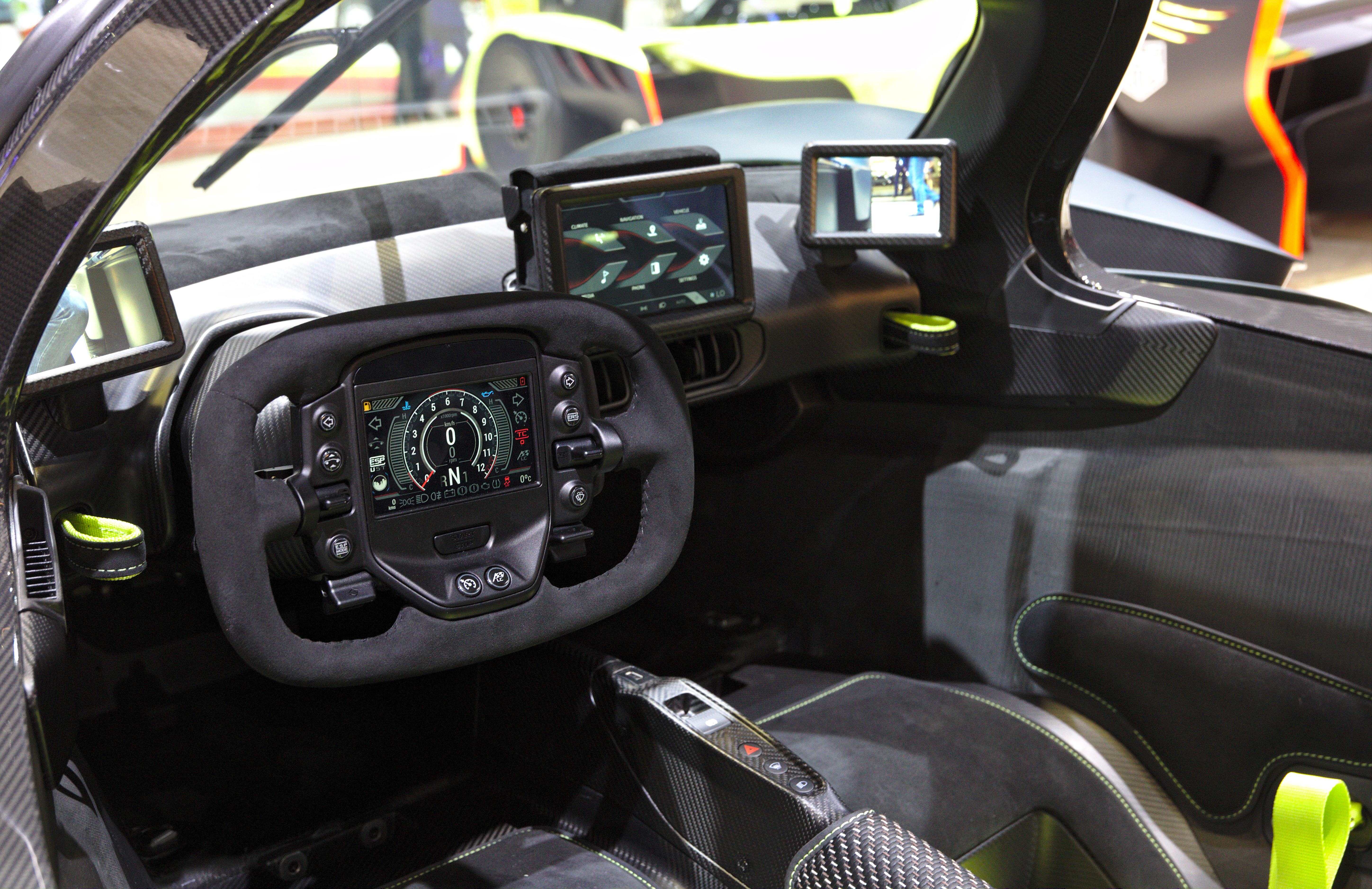
Intérieur.

La structure est totalement en fibre de carbone, afin de limiter le poids total à 1 000 kg, alors que le rapport poids/puissance atteint moins de 1 kg/ch, soit plus de 1 000 ch/t. Le constructeur annonce un 0 à 100 km/h en 2,5 s ou moins, et que ce modèle sera la voiture homologuée sur route la plus rapide au monde sur circuit. La voiture peut utiliser un système d'hybridation de type SREC, inspiré de la Formule 1 et développé par Rimac Automobili.
L'Aston Martin Valkyrie reçoit un écran au centre du volant, un second au milieu du cockpit ainsi que des caméras pour la rétro-vision couplées à des écrans de chaque côté de la planche de bord entièrement en carbone. Les sièges à coque carbone sont très inclinés, avec les fesses du pilote plus basses que les pédales, à l'image de ceux d'une Formule 1.

### Motorisation
La Valkyrie est mue par un moteur V12 atmosphérique de 6,5 L de cylindrée (d'origine Cosworth) dont la puissance maximale est de 1 014 ch à 10 500 tr/min et avec une zone rouge atteinte à 11 100 tr/min. Il développe un couple de 740 N m à 7 000 tr/min. L'utilisation massive de titane permet de réduire la masse totale du moteur à 206 kg. Ce moteur est secondé par un moteur électrique, alimenté par une batterie Lithium-métal polymère (LMP), qui agit comme un récupérateur d'énergie, et dont la puissance atteint 162 ch et le couple 280 N m. La Valkyrie, à l'aide de ses deux moteurs, développe donc 900 N m de couple à 6 000 tr/min[réf. nécessaire].
|                            | Aston Martin Valkyrie                                     |
| Moteur                     | V12                                                       |
| Alimentation               | Atmosphérique                                             |
| Cylindrée                  | 6 500 cm3                                                 |
| Puissance maximale         | 1 176 ch cumulés (1 014 ch thermique + 162 ch électrique) |
| au régime de               | 11 100 tr/min                                             |
| Couple maximal             | 900 Nm cumulés (740 N m thermique + 280 N m électrique)   |
| au régime de               | 6 000 tr/min                                              |
| Transmission               | Propulsion                                                |
| Boite de vitesses          | 7 rapports                                                |
| Vitesse maximale           | 400 km/h                                                  |
| 0-100 km/h                 | 2,5 s                                                     |
| 0-200 km/h                 |                                                           |
| Émissions de CO2 (en g/km) |                                                           |
| Masse à vide (kg)          | 1030                                                      |
| Taille des pneus           | Avant : 265/35R20 Arrière : 325/30R21                     |
| Prix (en France)           | 2 929 728 €                                               |

### AMR Track Performance Pack
Pour les propriétaires de Valkyrie qui trouveraient que leur voiture n'est pas assez performante, Aston Martin présente en 2019 l'AMR Track Performance Pack par l'intermédiaire de son programme de personnalisation « Q by Aston Martin ». Ce pack interchangeable permet de modifier certains éléments de la voiture qui la rendraient 8 % plus rapide sur circuit d'après Aston Martin.
Il inclut notamment une nouvelle lame frontale pour augmenter l'appui aérodynamique, un jeu de panneaux de carrosserie différents, des freins plus légers en titane, une suspension spécialement conçue pour l'utilisation sur circuit, des jantes en magnésium ou encore un plateau aérodynamique en fibre de carbone pour les jantes et éviter les turbulences.
Cependant, ce pack n'est pas homologué pour la route et est réservé à la piste.

## Aston Martin Valkyrie AMR Pro

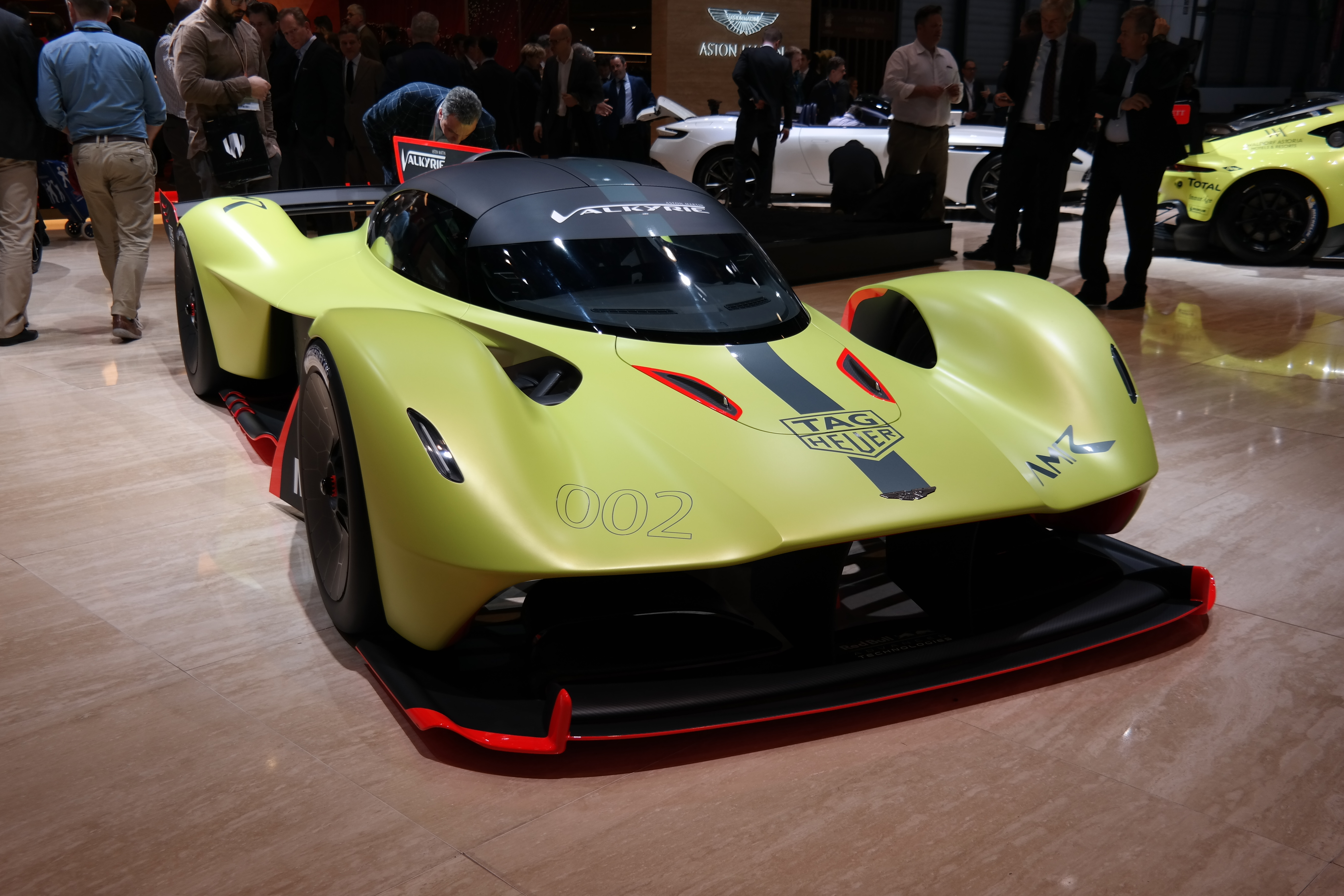
Aston Martin Valkyrie AMR Pro.

En 2018, à l'occasion du salon de Genève, Aston Martin dévoile son deuxième modèle en collaboration avec Red Bull Racing, développée en interne sous le nom AM-RB 002. C'est une version réservée à la piste de la Valkyrie baptisée « Valkyrie AMR Pro ». Elle développera plus de 1 100 ch du même V12 6,5 L atmosphérique pour un poids de 1 000 kg ce qui lui permettra de dépasser allègrement les 1 000 ch/t. Selon ses concepteurs ils sont partis de la plus extrême des voitures homologuées pour la route pour en faire une voiture avec des performances de LMP1 moderne ou d'une Formule 1.
Cette voiture a été conçue pour être la plus performante possible sur circuit. Pour cela de nombreuses modifications ont été apportées à la voiture pour lui apporter un maximum d'appui aérodynamique lui permettant d'atteindre jusqu'à 3 g en accélération latérale, tout en conservant une vitesse maximale supérieure à 360 km/h.
Elle sera produite à 25 exemplaires, déjà tous vendus.

## Apparition dans des jeux vidéo
Le 30 juin 2017, Rockstar Games a ajouté, lors d'une mise à jour de GTA Online (pour PC, PS4 et Xbox One et non disponible sur PS3 et Xbox 360), une voiture nommée « Dewbauchee Vagner » largement inspirée de l'Aston Martin Valkyrie.
le 29 juin 2023, lors de la mise à jour 1.35 de Gran Turismo 7, l'Aston Martin Valkyrie a été ajoutée.
Le 4 janvier 2024, une mise à jour de Forza Motorsport l'ajoute en classe S2.